# カバーナ・デ・ベルガンティーニョス

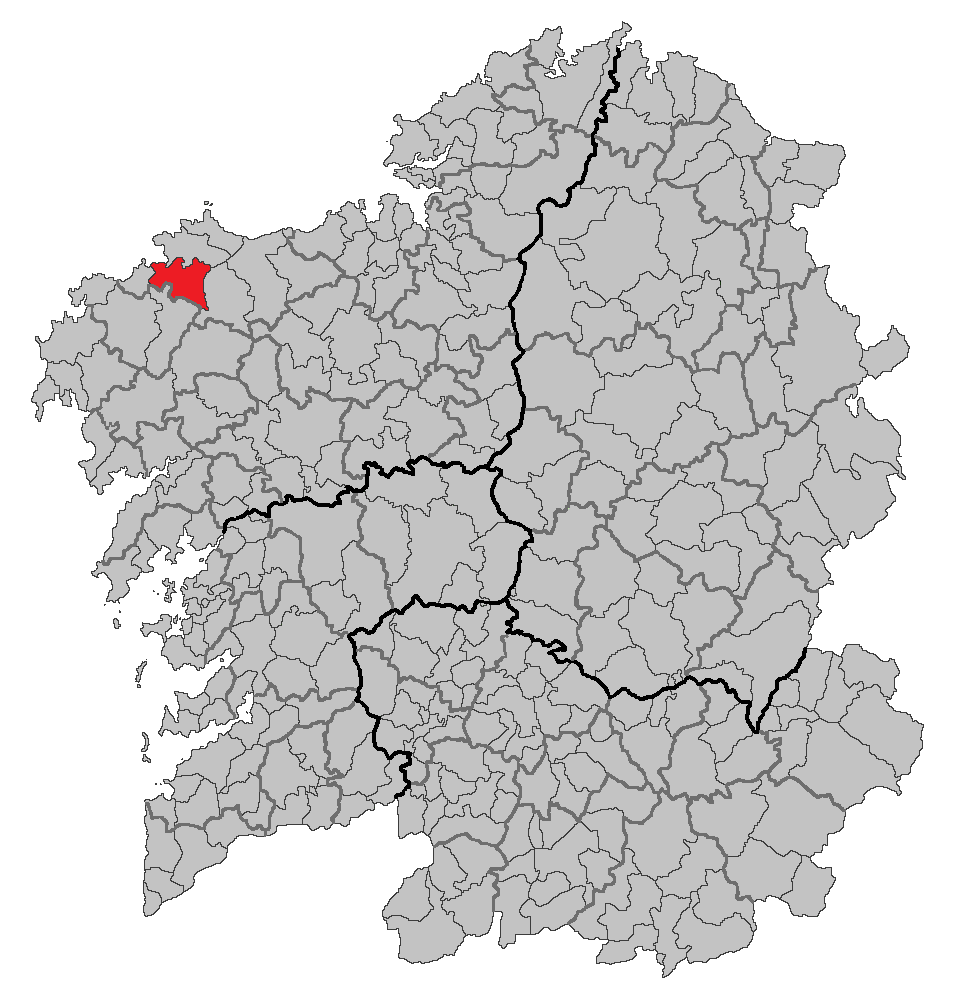

カバーナ・デ・ベルガンティーニョス（Cabana de Bergantiños）は、スペイン、ガリシア州、ア・コルーニャ県の自治体で、コマルカ・デ・ベルガンティーニョスに属す。ガリシア統計局によると、2011年の人口は4,865人（2010年：4,909人、2009年：4,985人、2006年：5,199人、2005年：5,294人、2004年：5,354人、2003年：5,447人）である。住民呼称はcabanés/-esa、またはbergantiñán/-ñá。
ガリシア語話者の自治体住民に占める割合は99.65%（2001年）。

## 地理
カバーナ・デ・ベルガンティーニョスはア・コルーニャ県の北西部に位置し、コマルカ・デ・ベルガンティーニョスに属する。隣接する自治体は、北がポンテセソ、東がコリスタンコ、南がサスで、西がラシェで、北西部はリア・デ・コルメ・エ・ラシェに面している。自治体中心地区はセスージャス教区のア・カルバージャ地区。
カバーナ・デ・ベルガンティーニョスはコマルカ・デ・ベルガンティーニョスの最も西、コスタ・ダ・モルテ（Costa da Morte）地域の中央部に位置する。
カバーナ・デ・ベルガンティーニョスはカルバージョ司法管轄区に属す。

### 人口
住民は10の教区の144の集落に居住する。
| カバーナ・デ・ベルガンティーニョスの人口推移 1900－2010 |
|                                                         |
| 出典:INE（スペイン国立統計局）1900年 - 1991年、1996年 - |

## 政治
自治体首長はガリシア国民党（PPdeG）のホセ・ムイーニョ・ドミンゲス（José Muíño Domínguez）、自治体評議員はガリシア国民党：9、ガリシア社会党（PSdeG-PSOE）：2となっている（2011年5月22日の自治体選挙結果、得票順）。
| 1999年6月13日自治体選挙 |        |        |          |
| 政党                    | 得票数 | 得票率 | 獲得議席 |
| PPdeG                   | 1,708  | 44.86% | 6        |
| PSdeG-PSOE              | 1,505  | 39.53% | 5        |
| BNG                     | 574    | 15.08% | 2        |

| 2003年5月25日自治体選挙 |        |        |          |
| 政党                    | 得票数 | 得票率 | 獲得議席 |
| PPdeG                   | 2,146  | 54.84% | 7        |
| PSdeG-PSOE              | 1,452  | 37.11% | 5        |
| BNG                     | 285    | 7.28%  | 1        |

| 2007年5月27日自治体選挙 |        |        |          |
| 政党                    | 得票数 | 得票率 | 獲得議席 |
| PPdeG                   | 2,295  | 62.23% | 8        |
| PSdeG-PSOE              | 1,045  | 28.34% | 4        |
| BNG                     | 313    | 8.49%  | 1        |

| 2011年5月22日自治体選挙 |        |        |          |
| 政党                    | 得票数 | 得票率 | 獲得議席 |
| PPdeG                   | 2,491  | 75.19% | 9        |
| PSdeG-PSOE              | 534    | 16.12% | 2        |
| BNG                     | 256    | 7.73%  | 0        |

## 史跡・名所
- ドンバーテのドルメン（Dolmen de Dombate） - ボルネイロ教区に残されているドルメン。
- ボルネイロのカストロ（Castro de Borneiro） - ボルネイロ教区に残されている青銅器時代末期のカストロ遺跡。
- ペネーラの塔（Torre da Penela） - リオボー教区の残されている城砦、ペナーラ城（Castelo da Penela）とも呼ばれる。
- コスタ・ダ・モルテ巨石文化考古学遺跡公園（Parque Arqueolóxico do Megalitismo da Costa da Morte） - 自治体内のドンバーテのドルメンを中心にコスタ・ダ・モルテ地域の8自治体に分布するドルメンなど15の遺跡が現在整備中である。

## 祭り
- サン・フィンス・ド・カストロの巡礼祭り（Romaría de San Fins do Castro） - 毎年8月1日に催される自治体の祭り。

## 教区
カバーナ・デ・ベルガンティーニョスは10の教区に分けられている。太字は自治体の中心教区。
- アノス（サント・エステーボ）
- ボルネイロ（サン・ショアン）
- カンドゥアス（サン・マルティーニョ）
- セスージャス（サント・エステーボ）
- コルコエスト（サン・ペドロ）
- クンディンス（サン・パイオ）
- オ・エスト（サン・ショアン・バウティスタ）
- ナントン（サン・ペドロ）
- リオボー（サン・マルティーニョ）
- ア・シルバレドンダ（サン・ペドロ）